# Claudio Descalzi
Claudio Descalzi, né le 27 février 1955 à Milan, est un cadre dirigeant italien, président-directeur général d'ENI (Ente nazionale idrocarburi) depuis le 9 mai 2014. Il est par ailleurs membre du Conseil
Général de Confindustria (équivalent du Medef français) chargé de l'énergie et Conseiller d’Administration de la Fondation Teatro alla Scala.

## Biographie
Claudio Descalzi est né à Milan en 1955. En 1979 il obtient une maîtrise en Physique à l'Université de Milan. Il est marié et père de quatre enfants.

## Carrière
ll entre chez AGIP (Agenzia Generale Italiana Petroli, future ENI) en 1981 en tant qu’ingénieur réservoir. Il devient par la suite chef de projet pour le développement des activités dans la Mer du Nord, en Libye, au Nigeria et au Congo.
En 1990 il est nommé responsable des activités opérationnelles et de gisement en Italie.
En 1994 il devient directeur général d'ENI Congo. En 1998 il occupe les postes de vice-président et directeur général de Naoc, la filiale ENI au Nigeria. De 2000 à 2001 l'ingénieur milanais est directeur de la zone géographique Afrique, Moyen-Orient et Chine.
De 2002 à 2005, il assume la direction de la zone géographique Italie, Afrique et Moyen-Orient, et occupe également le poste de Conseiller d’Administration dans plusieurs filiales ENI de la zone.
En 2005, il devient Vice-Directeur Général d’ENI - Division Exploration & Production.
En 2006 il est promu  directeur général adjoint d'ENI  chargé de l' exploration et de la production. En juillet 2008,il est Chief Operating Officer toujours pour la direction E&P.
Le 9 mai 2014 le conseil d'administration du groupe ENI le nomme au poste d'administrateur délégué et directeur général.En septembre 2014 il fait l'objet d'une enquête du parquet de Milan pour corruption présumée liée à l'acquisition d'un important gisement de pétrole au Nigeria.
De 2006 à 2014, il est Président d’Assomineraria.
De 2008 à 2014, il est Directeur Général Opérationnel ENI - Division Exploration & Production.
De 2010 à 2014, il occupe le poste de Président d’ENI UK.
Le 9 mai 2014 il devient Administrateur délégué d'ENI,,,

## Récompenses
En 2012, Claudio Descalzi est le premier européen, dans le secteur Pétrole & Gaz, à recevoir le prestigieux prix international SPE/AIME "Charles F. Rand Memorial Gold Medal 2012" décerné par la Society of Petroleum Engineers (SPE) et par l’American Institute of Mining Engineers (AIME).